# San Pedro Jocotipac (kommun)
San Pedro Jocotipac är en kommun i Mexiko.   Den ligger i delstaten Oaxaca, i den sydöstra delen av landet, 280 km sydost om huvudstaden Mexico City.
Följande samhällen finns i San Pedro Jocotipac:
- San Pedro Jocotipac